# Will Stevens
Will Stevens, britanski dirkač, * 28. junij 1991, Rochford, Essex, Anglija, Združeno kraljestvo.
Stevens je med letoma 2012 in 2014 nastopal v prvenstvu Formule Renault 3.5, kjer je dosegel dve zmagi in še sedem uvrstitev na stopničke. V sezoni 2014 je debitiral v Svetovnem prvenstvu Formule 1, ko je s Caterhamom nastopil na zadnji dirki sezone za Veliko nagrado Abu Dabija in zasedel 17. mesto, v prvenstvu skupno pa 23. brez osvojenih točk. 

## Rezultati Formule 1
(legenda) (odebeljene dirke pomenijo najboljši štartni položaj, poševne pa najhitrejši krog, †-uvrščen kljub odstopu)
| Leto | Moštvo                 | Šasija         | Motor                           | 1       | 2       | 3      | 4      | 5      | 6      | 7      | 8       | 9     | 10      | 11     | 12     | 13     | 14     | 15     | 16      | 17     | 18     | 19     | Prv | Toč |
| ---- | ---------------------- | -------------- | ------------------------------- | ------- | ------- | ------ | ------ | ------ | ------ | ------ | ------- | ----- | ------- | ------ | ------ | ------ | ------ | ------ | ------- | ------ | ------ | ------ | --- | --- |
| 2014 | Caterham F1 Team       | Caterham CT05  | Renault Energy F1-2014 1.6 V6 t | AVS     | MAL     | BAH    | KIT    | ŠPA    | MON    | KAN    | AVT     | VB    | NEM     | MAD    | BEL    | ITA    | SIN    | JAP    | RUS     | ZDA    | BRA    | ABU 17 | 23. | 0   |
| 2015 | Manor Marussia F1 Team | Marussia MR03B | Ferrari 059/3 1.6 V6 t          | AVS DNP | MAL DNS | KIT 15 | BAH 16 | ŠPA 17 | MON 17 | KAN 17 | AVT Ret | VB 13 | MAD 16† | BEL 16 | ITA 15 | SIN 15 | JAP 19 | RUS 14 | ZDA Ret | MEH 16 | BRA 17 | ABU 18 | 21. | 0   |